# باتريك مكاو
باتريك مكاو (بالإنجليزية: Patrick McCaw)‏ مواليد 25 أكتوبر 1995 في سانت لويس، هو لاعب كرة سلة أمريكي. بدأ مسيرته الاحترافية في سنة 2016. تم اختياره من قبل فريق ميلووكي باكز خلال الدرافت. يلعب مع غولدن ستايت ووريورز في الرابطة الوطنية لكرة السلة. يحمل الرقم 0. يبلغ طوله 6 قدم 7 بوصة (2.0 م).

## إحصائيات المسيرة

### الموسم الاعتيادي
| السنة   | الفريق              | لعب | بدأ | دقيقة | ميداني% | ثلاثية | حرة  | ارتداد | صنع | استلاب | تصدي | نقطة |
| ------- | ------------------- | --- | --- | ----- | ------- | ------ | ---- | ------ | --- | ------ | ---- | ---- |
| 2016–17 | غولدن ستايت ووريورز | 71  | 20  | 15.1  | .433    | .333   | .784 | 1.4    | 1.1 | .5     | .2   | 4.0  |
| المسيرة | المسيرة             | 71  | 20  | 15.1  | .433    | .333   | .784 | 1.4    | 1.1 | .5     | .2   | 4.0  |

## روابط خارجية
- باتريك مكاو على موقع إن بي أي (الإنجليزية)
- باتريك مكاو على موقع سبورتس رفرنس (الإنجليزية)
- باتريك مكاو على موقع كرة السلة الأوروبية.كوم (الإنجليزية)
- باتريك مكاو على موقع DraftExpress.com (الإنجليزية)
- باتريك مكاو على موقع إي إس بي إن.كوم (الإنجليزية)
- باتريك مكاو على موقع كلية كرة السلة في سبورتس رفرنس.كوم (الإنجليزية)
- باتريك مكاو على موقع ريلجم (الإنجليزية)
- باتريك مكاو على موقع بروبوليرز (الإنجليزية)
- باتريك مكاو على موقع سبورتس رفرنس (الإنجليزية)